# Stefán Jóhann Stefánsson
Stefán Jóhann Stefánsson (20 luglio 1894 – 20 ottobre 1980) è stato un politico islandese.
È stato Primo ministro dell'Islanda dal febbraio 1947 al dicembre 1949.
Dal novembre 1941 al gennaio 1942 ha svolto il ruolo di Ministro degli esteri, mentre dal 1939 al 1941 quello di Ministro degli affari sociali.
Era rappresentante del Partito Socialdemocratico.
È stato inoltre ambasciatore di Islanda in Danimarca, dal 1957 al 1965.